# Ивано-Слюсаревское
Ивано-Слюсаревское — село в Кущёвском районе Краснодарского края.
Входит в состав Раздольненского сельского поселения.

## География
Расположен при балке Водяной ( приток реки Большой Эльбузд)

### Улицы
- ул. Верхняя,
- ул. Нижняя,
- ул Средняя.

## Население
| 2002 | 2010 |
| ---- | ---- |
| 485  | ↗510 |

## Известные уроженцы
Каракаев Сергей Викторович (род. 1961) — российский военачальник. Командующий РВСН с 2010 года, генерал-полковник.